# چنل آیلندز بیچ (کالیفرنیا)
چنل آیلندز بیچ (به انگلیسی: Channel Islands Beach) یک منطقهٔ مسکونی در ایالات متحده آمریکا است که در شهرستان ونتورا، کالیفرنیا واقع شده‌است. چنل آیلندز بیچ ۱٫۰۶۳ کیلومتر مربع مساحت و ۳٬۱۰۳ نفر جمعیت دارد و ۲ متر بالاتر از سطح دریا واقع شده‌است.